# ألان أندرسون (سياسي)
ألان أندرسون (بالإنجليزية: Alan Garrett Anderson)‏ هو سياسي بريطاني وبريطاني (وحمل سابقاً جنسية المملكة المتحدة لبريطانيا العظمى وأيرلندا)، ولد في 9 مارس 1877، وتوفي في 4 مايو 1952. حزبياً، نشط في حزب المحافظين. وقد في الانتخابات الفرعية في مجلس العموم البريطاني ‏، انتخب عضو برلمان المملكة المتحدة الـ36 عن دائرة مدينة لندن ‏ (26 يونيو 1935 – 25 أكتوبر 1935) وفي الانتخابات العامة في المملكة المتحدة 1935 ‏، انتخب عضو برلمان المملكة المتحدة الـ37 عن دائرة مدينة لندن ‏ (14 نوفمبر 1935 – 29 يناير 1940).